# صوفيا بيكيتش
صوفيا بيكيتش (بالصربية: Софија Пекић) مواليد 15 فبراير 1953 في جمهورية يوغوسلافيا الاشتراكية الاتحادية، هي لاعبة كرة سلة صربية سابقة. مثلت منتخب بلادها. شاركت في دورة الألعاب الأولمبية الصيفية سنة 1980.

## الميداليات
| الميدالية | المسابقة                       |
| --------- | ------------------------------ |
| برونزية   | الألعاب الأولمبية الصيفية 1980 |

## روابط خارجية
- صوفيا بيكيتش على موقع الاتحاد الدولي لكرة السلة (الإنجليزية)
- صوفيا بيكيتش على موقع بروبوليرز (الإنجليزية)
- صوفيا بيكيتش على موقع سبورتس رفرنس (الإنجليزية)
- صوفيا بيكيتش على موقع اللجنة الأولمبية الدولية (الإنجليزية)
- صوفيا بيكيتش على موقع أوليمبيديا (الإنجليزية)